# 伏翼
伏翼（学名：Pipistrellus pipistrellus）为蝙蝠科伏翼属的动物。广泛分布于欧洲，非洲北部，和亚洲南部各地，包括台湾以及中国大陆的江西、陕西、云南、四川、新疆等地。该物种的模式产地在法国。
伏翼很小，体长约3.5-4.5公分，翅膀19-25公分宽。体毛维不同深度的棕色。一般生活在树林或田野，但也可以生存在城市房屋顶楼或房檐。
1999年，伏翼以使用的超声波回音的频率差别分为两个种类。伏翼使用频率是45千赫，高音伏翼（Pipistrellus pygmaeus）使用频率则是55千赫左右。分出种类之后，研究者随后发现这两种蝙蝠的外形，栖所和食性也有其他差异。

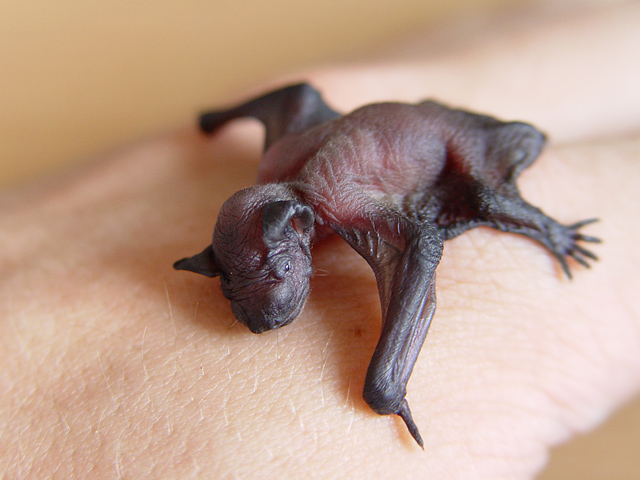
幼年伏翼

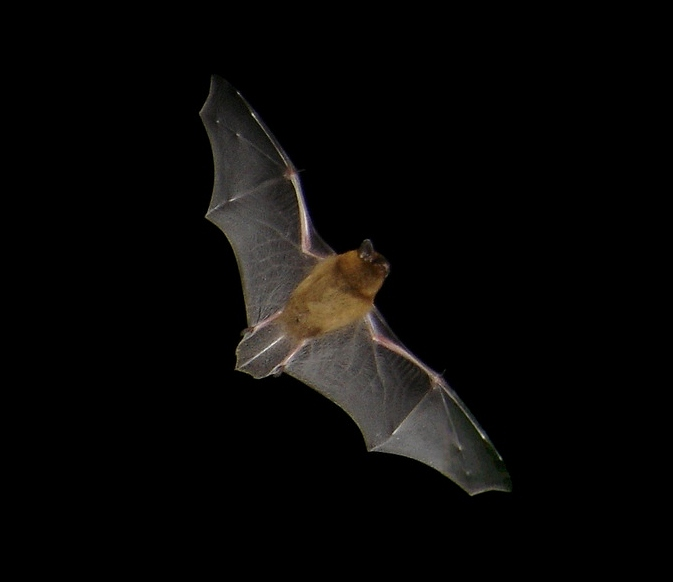
伏翼飞行

## 亚种
- 伏翼新疆亚种（学名：Pipistrellus pipistrellus bactrianus），Satunin于1905年命名。在中国大陆，分布于新疆（南部）等地。该物种的模式产地在土库曼斯坦。[5]
- 伏翼指名亚种（学名：Pipistrellus pipistrellus pipistrellus），Schreber于1774年命名。分布于台湾等地。该物种的模式产地在法国。[6]

## 延伸阅读
[在维基数据编辑]
 《欽定古今圖書集成·博物彙編·禽蟲典·伏翼部》，出自陈梦雷《古今圖書集成》